# John Tate
John Tate (anglès: John Torrence Tate)  (Minneapolis, 13 de març de 1925 - Lexington, 16 d'octubre de 2019) fou un matemàtic estatunidenc distingit per moltes contribucions fonamentals en teoria de nombres algebraics, geometria aritmètica i àrees relacionades de la geometria algebraica. Fou guardonat amb el Premi Abel el 2010.

## Biografia
Tate nasqué a Minneapolis. El seu pare, John Tate Sr., era catedràtic de física a la Universitat de Minnesota i fou editor durant molts anys de la revista científica Physical Review. La seva mare, Lois Beatrice Fossler, era professora d'anglès de secundària. John Tate fill es graduà en matemàtiques per la Universitat Harvard i entrà al programa doctoral en física a la Universitat de Princeton. Més tard fou transferit al departament de matemàtiques i, dirigit per Emil Artin, obtingué el doctorat el 1950. Fou professor a Harvard durant 36 anys, abans de traslladar-se a la Universitat de Texas el 1990. Es retirà del departament de matemàtiques de Texas el 2009 i es va retirar a viure a Massachusetts, amb la seva muller Carol. Va morir el 2019 a Lexington (Massachusetts). Va tenir tres filles de la seva primera muller, Karin Tate.

## Obra matemàtica
La tesi de Tate (1950) sobre l'anàlisi de Fourier en cossos de nombres ha esdevingut un dels ingredients de la teoria moderna de les formes automòrfiques i les funcions L corresponents, especialment per l'ús que fa de l'anell adèlic, la seva autodualitat i l'anàlisi harmònica que hi aplica. Una mica abans, Kenkichi Iwasawa havia desenvolupat de manera independent una teoria similar. Tate, amb el seu mestre Emil Artin, donà un tractament cohomològic de la teoria global de cossos de classes, utilitzant tècniques de cohomologia de grups aplicades al grup de classes d'ideles i a la cohomologia galoisana. Aquest tractament feu més transparents algunes estructures algebraiques de les aproximacions anteriors a la teoria de cossos de classe que utilitzaven àlgebres de divisió central per calcular el grup de Brauer d'un cos global.
Subsegüentment, Tate introduí els grups de cohomologia de Tate. En les dècades posteriors, estengué l'abast de la cohomologia galoisana amb la dualitat de Poitou–Tate, el grup de Tate-Xafarévitx i relacions amb la teoria K algebraica. Amb Jonathan Lubin, reestructurà la teoria local de cossos de classes mitjançant els grups formals, creant la teoria local de Lubin–Tate de multiplicació complexa.
Feu contribucions importants a la teoria de nombres p-àdics. Per exemple, es pot dir que el concepte d'espais analítics rígids, ideat per Tate, ha generat tot el camp de la geometria analítica rígida. Trobà també una analogia p-àdica de la teoria de Hodge, actualment anomenada teoria de Hodge–Tate, que ha esdevingut una altra tècnica cabdal en la teoria de nombres algebraics moderna. Altres innovacions seves són la parametrització de la 'corba de Tate' per a determinades corbes el·líptiques p-àdiques i els grups p-divisibles (el grup de Barsotti–Tate).
Molts dels seus resultats no foren publicats immediatament i alguns foren reportats per Serge Lang, Jean-Pierre Serre, Joseph H. Silverman i altres. Tate i Serre col·laboraren en un article sobre bones reduccions de varietats abelianes. La classificació de varietats abelianes sobre cossos finits fou duta a terme per Taira Honda i Tate (el teorema d'Honda–Tate).
Les conjectures de Tate són l'equivalent per a la cohomologia étale de la conjectura de Hodge. Estan relacionades amb l'acció de Galois sobre la cohomologia l-àdica d'una varietat algebraica, identificant un espai de 'cicles de Tate' (els cicles fixos per a una acció amb twist de Tate) que conjecturalment va més enllà dels cicles algebraics. Un cas especial de les conjectures, que en general segueixen obertes, quedà establert en la demostració de la conjectura de Mordell feta per Gerd Faltings.
Tate també tingué una influència important en el desenvolupament de teoria de nombres a través de la direcció de tesis doctorals. Entre els seus estudiants hi ha Joe Buhler, Benedict Gross, Robert Kottwitz, Stephen Lichtenbaum, James Milne, V. Kumar Murty, Carl Pomerance, Ken Ribet, Ted Chinburg, Joseph H. Silverman, Dinesh Thakur i Jeremy Teitelbaum.

## Premis i honors
El 1956 Tate fou guardonat amb el Premi Cole de la Societat Americana de Matemàtiques per haver fet contribucions excepcionals a la teoria de nombres. El 1995 rebé el Premi Steele a la trajectòria, també de la Societat Americana de Matemàtiques. Fou guardonat amb el Premi Wolf en Matemàtiques el 2002/03 per la seva creació de conceptes fonamentals en teoria de nombres algebraics.
| «           | Rebí una trucada a les 7 del matí d'un noi amb un fort accent noruec. Aquesta fou la primera notícia que en vaig tenir. Sóc molt afortunat, sóc consient que hi ha moltes altres persones que podrien haver escollit. | » |
| — John Tate | |   |

El 2010, l'Acadèmia Noruega de Ciències i Lletres, de la qual és membre, li atorgà el Premi Abel, citant «el seu vast i perdurable impacte en la teoria de nombres». Segons nforma el comitè del Premi Abel, «Moltes de les línies de recerca més importants en teoria de nombres algebraics i geometria aritmètica són possibles només gràcies a les aportacions incisives i les idees il·luminadores de John Tate. Ha deixat, certament, una empremta conspícua a les matemàtiques modernes».
Tate fou descrit com «un dels matemàtics essencials del darrer mig segle» per William Beckner, Director del Departament de Matemàtiques a la Universitat de Texas.
Va morir el 16 d'octubre de 2019.